# Be Human
Be Human es un corto de animación estadounidense de 1936, de la serie de Betty Boop. Fue producido por los estudios Fleischer y distribuido por Paramount Pictures. En él aparecen Betty Boop y Grampy.

## Argumento
Un granjero maltrata a sus animales. Betty Boop, su vecina, no lo puede tolerar y llama al profesor Grampy, quien dirige una sociedad de ayuda a los animales. Grampy le dará su merecido al brutal granjero.

## Producción
Be Human es la quincuagésima octava entrega de la serie de Betty Boop y fue estrenada el 20 de noviembre de 1936.